# "Still Life" (American Concert 1981)
"Still Life" (American Concert 1981) je četvrti live album grupe The Rolling Stones. Snimljen je tijekom Američke turneje grupe 1981. godine. Komercijalno je bio dosta uspješan, što potvrđuju 4. mjesto na britanskoj i 5. mjesto na američkoj top ljestvici albuma.

## Popis pjesama
1. "Intro" (Take the "A" Train) – 0:27
2. "Under My Thumb" – 4:18
3. "Let's Spend the Night Together" – 3:51
4. "Shattered" – 4:11
5. "Twenty Flight Rock" – 1:48
6. "Going to a Go-Go" – 3:21
7. "Let Me Go" – 3:37
8. "Time Is on My Side" – 3:39
9. "Just My Imagination (Running Away with Me)" – 5:23
10. "Start Me Up" – 4:21
11. "(I Can't Get No) Satisfaction" – 4:24
12. "Outro" (Star Spangled Banner) – 0:48

## Top ljestvice

### Album
| Godina | Ljestvica            | Pozicija |
| ------ | -------------------- | -------- |
| 1982.  | UK Top 100 Albuma    | #4       |
| 1982.  | Billboard Pop Albumi | #5       |

### Singlovi
| Godina | Singl                | Ljestvica             | Pozicija |
| ------ | -------------------- | --------------------- | -------- |
| 1982.  | "Going to a Go-Go"   | The Billboard Hot 100 | #25      |
| 1982.  | "Going to a Go-Go"   | UK Top 100 Singlova   | #26      |
| 1982.  | "Time Is on My Side" | UK Top 100 Singlova   | #62      |

## Članovi sastava na albumu
- Mick Jagger - pjevač, usna harmonika
- Keith Richards - gitara
- Ron Wood - gitara
- Charlie Watts - bubnjevi
- Bill Wyman - bas-gitara

## Vanjske poveznice
- allmusic.com - "Still Life" (American Concert 1981)